# Сима Јанићијевић
Сима Јанићијевић (Крагујевац, 26. октобар 1912 — Београд, 7. септембар 1996) био је српски филмски и позоришни глумац.

## Биографија
Сима Бата Јанићијевић или Јан Сид (као уметнички псеудоним) значајно је име српске глумачке сцене. Глумачки таленат доказао је на многим сценама бившег југословенског простора: Позоришту Босанске крајине, крагујевачком Јоакиму Вујићу, нишком Народном, Хрватском народном казалишту, Народном позоришту у Београду, Београдском драмском...
Потекао је из богаташке куће, отац му је био банкар, а мајка домаћица са изразитим даром за уметност, посебно за сликарство. Иако аматер, била је ученица Бете Вукановића и тако је смисао за уметност пренела на сина. Као дечак Сима је правио фигурице од глине, нагињао је скулптури. Почео је да студира вајарство код Петра Палавичинија и Миливоја Крстића. Касније је вајао скулптуре Бранка Јовановића, Миње Дедића, Добрице Милутиновића.
Као младић, повремено је посећивао филмску школу Черепова, играо у позоришту Предићке. Код Душана Животића је редовно одлазио, статирао, намештао кулисе, па му је 1932.године, видевши колико се интересује за театар, рекао: „Бато, видим, ти не можеш без позоришта, ја ћу да те ангажујем.“ Дао му је тада прву плату, 300 динара. Од тада почиње глумачки живот Симе Јанићијевића. Три године је пекао занат, срећан што га је примио један од највећих српских глумаца у то време.
У каријери дугој шест деценије, пола века је провео глумећи у Београдском драмском позоришту и по казивању самог Јанићијевића, гардероба његовог матичног позоришта била му је и дом неколико година јер није имао где да станује. Ту је припремао своје најтеже улоге: Еди Карбонеа у Погледу са моста, Пунтила, Јозефа К и Вилија Ломана.
Овај велики српски глумац живео је у малом стану на четром спрату без лифта у Дринчићевој улици. Жалио се да често није могао после напорних проба и касних представа да се попне до свог стана, па би понекада преспавао у хотелу. Говорио је том приликом, цитирајући лик Милутина из монодраме коју је играо: „Терај даље, од судбине се не може побећи.“
Умро је 1996. године у осамдесет и четвртој години живота.

## Филмографија
| Глумац | ▲ |
| ------ | - |

Дугометражни филм | ТВ филм | ТВ серија | Кратки филм
|                   | 1940 | 1950 | 1960 | 1970 | 1980 | Укупно |
| ----------------- | ---- | ---- | ---- | ---- | ---- | ------ |
| Дугометражни филм | 2    | 9    | 8    | 2    | 2    | 23     |
| ТВ филм           | 0    | 0    | 15   | 7    | 0    | 22     |
| ТВ серија         | 0    | 0    | 2    | 7    | 8    | 17     |
| Кратки филм       | 0    | 0    | 0    | 0    | 1    | 1      |
| Укупно            | 2    | 9    | 25   | 16   | 11   | 63     |
|           | Назив                        | Улога                                 |
| --------- | ---------------------------- | ------------------------------------- |
| 1947      | Живјеће овај народ           | Петар                                 |
| 1949      | Прича о фабрици              | Политички радник                      |
| 1950-te ▲ |                              |                                       |
| 1950      | Црвени цвет                  | Војник                                |
| 1953      | Општинско дете               | Конобар                               |
| 1953      | Циганка                      | Кафеџија                              |
| 1956      | Михаил Строгов               |                                       |
| 1956      | Опсада                       | Брко, митраљезац (као Јан Сид)        |
| 1957      | Суботом увече                | Надин отац Сима (сегмент "На кошави") |
| 1958      | Рафал у небо                 | /                                     |
| 1959      |                              | Стива                                 |
| 1959      | Влак без возног реда         | Јоле, Данин отац (као Јан Сид)        |
| 1960-te ▲ |                              |                                       |
| 1961      | Пустолов пред вратима        | Кућни лекар                           |
| 1962      | Рана јесен                   | Отац                                  |
| 1962      |                              | Патерсон (као Јан Сид)                |
| 1962      | Прозван је и пето-3          | Сима                                  |
| 1963      | Човек и звер                 | Пијан човек                           |
| 1963      |                              | /                                     |
| 1967      | Дивље семе                   | Никола свештеник                      |
| 1968      |                              |                                       |
| 1970-te ▲ |                              |                                       |
| 1971      | Клопка за генерала           | Министар                              |
| 1978      | Судбине                      | /                                     |
| 1980-te ▲ |                              |                                       |
| 1982      | Живети као сав нормалан свет | Деда                                  |
| 1982      | Прогон                       | Доктор Радић                          |
|           | Назив              | Улога                                  |
| --------- | ------------------ | -------------------------------------- |
| 1961      | Сива биљежница     | /                                      |
| 1961      | Покојник           | /                                      |
| 1962      | Генерали и спахије | /                                      |
| 1963      | Златни прсти       | /                                      |
| 1963      | Сунчано са кишом   | /                                      |
| 1963      | Необичне делије    | /                                      |
| 1964      | Социјално          | /                                      |
| 1965      | Девојка са три оца | Максим                                 |
| 1965      | Акција епеј        | /                                      |
| 1967      | Симон              | /                                      |
| 1967      | Ох, дивљино        | /                                      |
| 1967      | Очи пуне звезда    | /                                      |
| 1969      | Закопајте мртве    | /                                      |
| 1969      | Преко мртвих       | Јаков Стојановић                       |
| 1969      | На дан пожара      | Вишњић удбаш                           |
| 1970-te ▲ |                    |                                        |
| 1970      | Тристан и Изолда   | /                                      |
| 1970      | Хајдучија          | Председник суда (као Бата Јанићијевић) |
| 1972      | Пораз              | /                                      |
| 1973      | Самоћа             | /                                      |
| 1974      | Породични оркестар | /                                      |
| 1975      | Сведоци оптужбе    | /                                      |
| 1976      | Јовча              | Владика                                |
| Од | До | Назив | Улога |
| -- | -- | ----- | ----- |

| 1970-te ▲ | 1970-te ▲ | 1970-te ▲ | 1970-te ▲ |
| --------- | --------- | --------- | --------- |

| 1980-te ▲ | 1980-te ▲ | 1980-te ▲ | 1980-te ▲ |
| --------- | --------- | --------- | --------- |

|      | Назив               |
| ---- | ------------------- |
| 1981 | Кад свеци марширају |